# Responsabilidad contractual

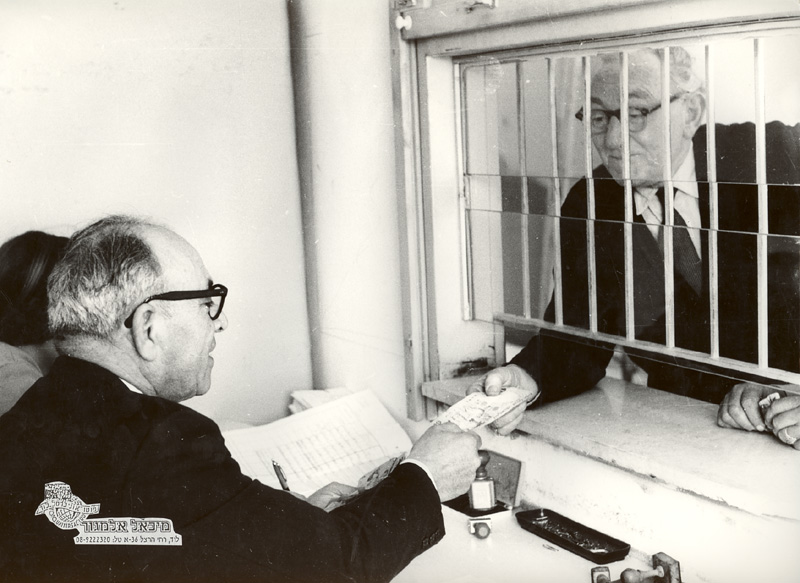
El pago es la forma natural y normal de cumplir una obligación, siendo la más esperada de las consecuencias de la responsabilidad contractual.

Responsabilidad contractual o responsabilidad civil contractual es en derecho, el conjunto de consecuencias jurídicas que la ley le asigna a las obligaciones derivadas de un contrato. En razón de esta definición es que a esta materia también se le conoce como «efectos de las obligaciones». El abogado y expolítico chileno Pablo Rodríguez la define como el deber de indemnizar los perjuicios causados por el incumplimiento de una obligación preexistente derivada de una relación contractual.
La responsabilidad civil contractual, como efecto jurídico, tiene su fundamento en la interacción de dos fenómenos jurídicos: la ley del contrato y el derecho de prenda general de los acreedores. Por medio del primero, se entiende que todo contrato legalmente celebrado constituye una verdadera ley para los contratantes, y no puede ser invalidado sino por su consentimiento mutuo o por causas legales. De esta manera, todo contrato lleva consigo una fuerza obligatoria que constriñe al deudor a cumplir su prestación. Por su parte, el derecho de prenda general de los acreedores permite a cualquier acreedor solicitar al tribunal el cumplimiento de la obligación, mediante la realización de todos los bienes embargables del deudor, sean presentes o futuros, si este no efectúa un cumplimiento voluntario, perfecto, íntegro y oportuno de su obligación.
Desde un punto de vista académico, la responsabilidad civil contractual se clasifica en función de sus efectos: en responsabilidad contractual al haber cumplimiento, incumplimiento o para el aseguramiento de la obligación.

## Responsabilidad contractual al haber cumplimiento

### Cumplimiento voluntario

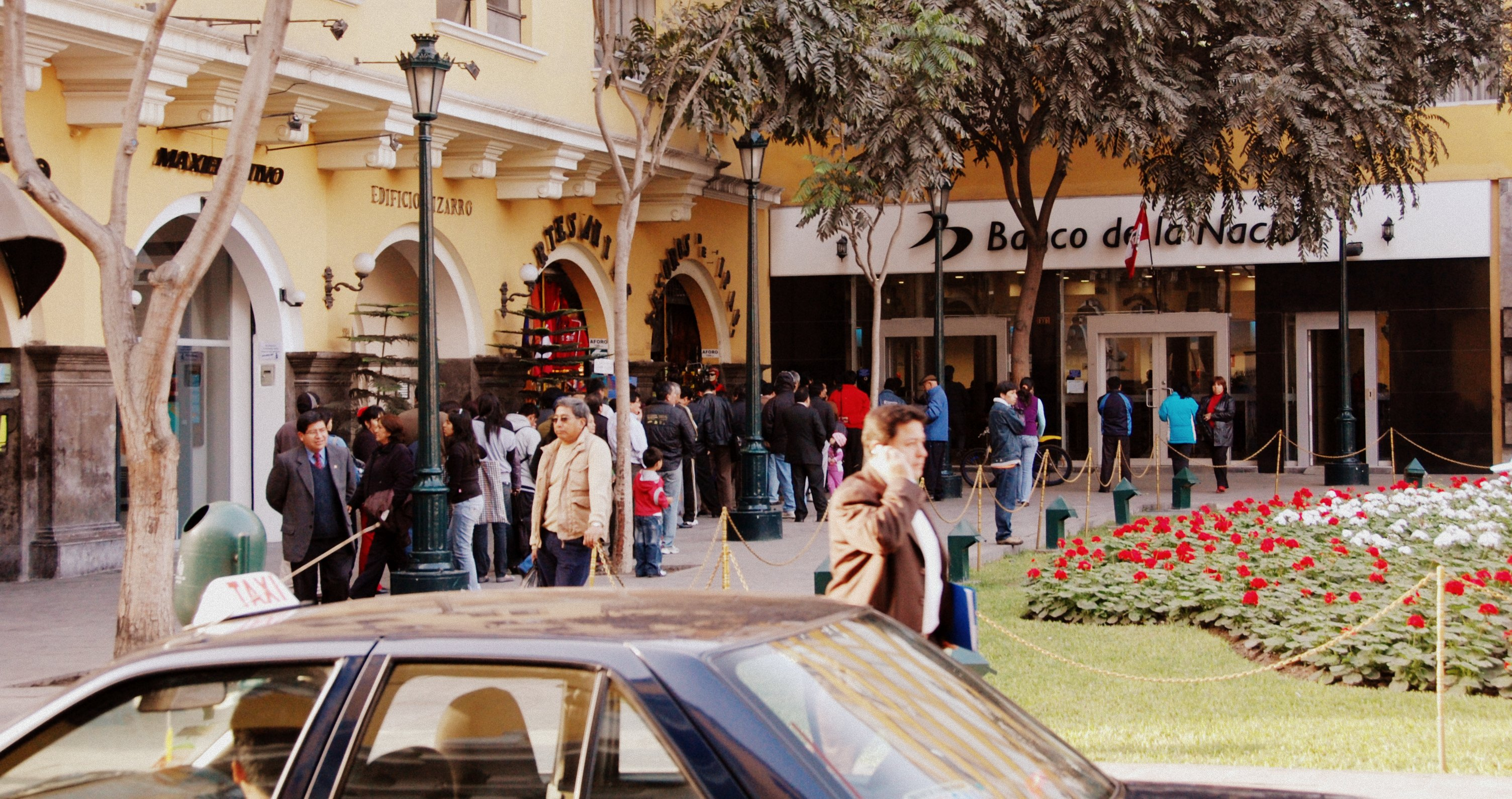
Fila para realizar un pago voluntario en Lima.

El cumplimiento voluntario de la obligación no es otra cosa que el pago efectivo y todos aquellos modos de extinguir las obligaciones equivalentes a él, que satisfacen al acreedor sin mediar coacción.

### Cumplimiento forzado
El cumplimiento forzado o ejecución forzada de la obligación, es el efecto de la obligación que se sigue al incumplimiento de la misma en forma voluntaria por el deudor.

## Responsabilidad contractual al haber incumplimiento

### Incumplimiento unilateral
Se produce cuando la causa del incumplimiento de la obligación es provocada por una sola de las partes, sea el deudor (lo normal) o el acreedor.

#### Incumplimiento unilateral pasivo

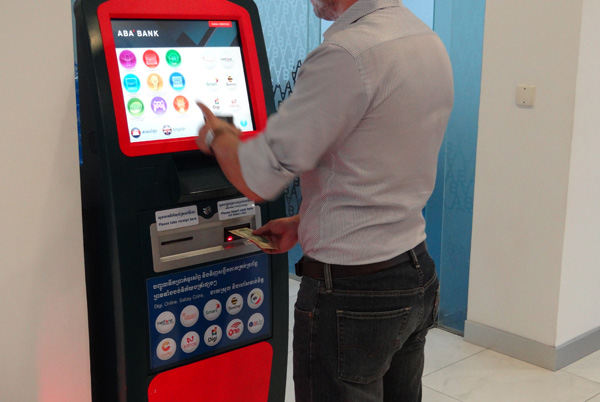
El comercio ha invertido en tecnologías para pagar y así facilitar la responsabilidad contractual del deudor.

Es aquel provocado por el deudor ante su negativa a prestar en forma exacta, íntegra y oportuna la obligación, y se traduce en el derecho del acreedor de exigir la ejecución forzada y/o la indemnización de perjuicios.

##### Ejecución forzada de la obligación
La ejecución forzada de la obligación es la forma de cumplimiento por equivalencia de la misma, al no producirse el cumplimiento perfecto, íntegro, oportuno y voluntario por parte del deudor.
La ejecución forzada de la obligación constituye además la materialización del Derecho de Prenda General o garantía común de los acreedores, dado que es por medio de ella que el ordenamiento jurídico permite el cumplimiento de las obligaciones a través de la afectación de todos los bienes embargables del deudor, cuando este no realiza un cumplimiento voluntario, perfecto, íntegro y oportuno de su obligación.

###### Ejecución forzada de la obligación de dar
Por regla general, las legislaciones establecen que el cumplimiento forzado de una obligación de dar sea por medio de la enajenación o venta de bienes (suficientes) del deudor en remate o pública subasta, diligencia que, dependiendo de la clase de bien a ejecutar, se realiza a través del propio tribunal, un martillero o un corredor de bolsa.

###### Ejecución forzada de la obligación de hacer
Normalmente los ordenamientos jurídicos de las diversas legislaciones permiten al juez fijarle un plazo al deudor para que cumpla su obligación de hacer y en caso de desobediencia, facultan al acreedor o ejecutante pedir al juez que nombre a un tercero para que la ejecute a costa del deudor. Si no se ejecuta o si la obligación fuere no fungible (personalísima), se continúa el procedimiento ejecutivo de una obligación de dar (remate o subasta de bienes del deudor).

###### Ejecución forzada de la obligación de no hacer
Esta especie de obligación es la menos homogénea, pues su ejecución va a depender de cada país. Por ejemplo, en países como España, Chile y Perú, se le fija al deudor un plazo para deshacer lo hecho, transcurrido el cual el ejecutante tiene derecho a pedir que se designe a un tercero para que cumpla esta obligación a costa del deudor y, en caso de no ser esto posible, se lleva a efecto la ejecución forzada de esta obligación a través del procedimiento ejecutivo de una obligación de dar (remate o subasta de bienes del deudor). En otros países como Argentina o México, la ejecución forzada de las obligaciones de no hacer se cumplen directamente a través del procedimiento ejecutivo de una obligación de dar.
Ejecución por país según tipo de obligación
| País      | Norma                                              | Obligación de dar                   | Obligación de hacer | Obligación de no hacer | Modos de realización alternativos a la subasta                                |
| --------- | -------------------------------------------------- | ----------------------------------- | --- | --- | ----------------------------------------------------------------------------- |
| España    | Ley 1/2000, de 7 de enero, de Enjuiciamiento civil | Venta en pública subasta (Art. 636) | Se fija un plazo para que se cumpla (Art. 705), de lo contrario se puede pedir al juez que nombre un tercero que la ejecute. Si no se ejecuta o si la obligación fuere no fungible, se sigue como en una obligación de dar (Art. 706)                                      | Se fija un plazo para deshacer lo hecho (Art. 705). Transcurrido, el ejecutante puede pedir al juez nombre a un tercero que la ejecute. Si no cumple, se sigue como en una obligación de dar (Art. 706 y 710) | El ejecutante tiene derecho de pedir se le adjudique el bien (Art. 670 y 671) |
| México    | Código Federal de Procedimientos Civiles           | Venta en pública subasta (Art. 424) | Se fija un plazo para que se cumpla (Art. 420), de lo contrario se puede pedir al juez que nombre a un tercero que la ejecute. Si no se ejecuta o si la obligación fuere no fungible, se sigue como en una obligación de dar (Art. 421)                                    | Se sigue como en una obligación de dar (Art. 424) | El ejecutante tiene derecho de pedir se le adjudique el bien (Art. 477)       |
| Argentina | Código Procesal Civil y Comercial de la Nación     | Venta en pública subasta (Art. 520) | Fungible, se puede pedir a un tercero o pedir indemnización (Art. 630 CC). Si es no fungible, solo indemnización (Art. 629 CC) | Se sigue como en una obligación de dar (Art. 634 CC) | Ninguno (Art. 585)                                                            |
| Chile     | Código de Procedimiento Civil                      | Venta en pública subasta (Art. 481) | Se fija un plazo para que cumpla (Art. 533), de lo contrario se puede pedir al juez que nombre a un tercero que la ejecute o que se arreste al deudor (Art. 543). Si no se ejecuta o si la obligación fuere no fungible, se sigue como en una obligación de dar (Art. 536) | Se fija un plazo para deshacer lo hecho o el juez puede nombrar a un tercero que la ejecute (Art. 1555 CC). Si no se puede deshacer lo hecho, se sigue como en una obligación de dar                          | El ejecutante tiene derecho de pedir se le adjudique el bien (499)            |
| Perú      | Código Procesal Civil                              | Venta en pública subasta (Art. 727) | Se fija un plazo para que se cumpla (Art. 707), de lo contrario se puede pedir al juez que nombre un tercero que la ejecute. Si no se ejecuta o si la obligación fuere no fungible, se sigue como en una obligación de dar (Art. 708)                                      | Se fija un plazo de 10 días para deshacer lo hecho (Art. 711). Transcurrido, el juez debe nombrar a un tercero que la ejecute. Si no cumple, se sigue como en una obligación de dar                           | El ejecutante tiene derecho de pedir se le adjudique el bien (Art. 742)       |

##### Indemnización de perjuicios
Es la cantidad de dinero que debe pagar el deudor al acreedor y que equivalga o represente lo que este habría obtenido con el cumplimiento efectivo, íntegro y oportuno de la obligación. También se ha dicho que es el derecho que tiene el acreedor para exigir del deudor el pago de una cantidad de dinero equivalente a la ventaja o beneficio que le habría procurado el cumplimiento efectivo y oportuno de la obligación.
Los requisitos de la indemnización de perjuicios son cinco en sede contractual:
- El deudor debe haber incumplido su obligación.
- El incumplimiento debe causarle perjuicios al acreedor.
- Los perjuicios deben ser imputables al deudor.
- Los perjuicios deben ser resultado del incumplimiento.
- El deudor debe estar constituido en mora.

#### Incumplimiento unilateral activo
Es aquel provocado por el acreedor ante su repugnancia en recibir el pago, ante su falta de comparecencia o la incertidumbre acerca de su persona.

### Incumplimiento recíproco
Es aquel provocado por la recíproca inactividad de las partes en el cumplimiento de sus obligaciones. Constituyen incumplimiento recíproco el derecho legal de retención y la excepción de contrato no cumplido.

## Responsabilidad contractual para el aseguramiento
Cuando el cumplimiento de una obligación aún está pendiente, en primera instancia el acreedor no debiera tener derecho alguno para compeler al deudor al cumplimiento de la obligación. Sin embargo, para evitar que el deudor pueda hacer ilusorio el crédito por medio del ejercicio de actos o contratos negligentes o fraudulentos, el ordenamiento jurídico permite por parte del acreedor el ejercicio de la responsabilidad civil contractual para el aseguramiento de la obligación, un efecto jurídico que lo que busca no es el cumplimiento mismo de la obligación, sino asegurarla a través de acciones judiciales que restrinjan la libertad del deudor para ejecutar u omitir ciertos actos cuyo resultado sea el empobrecimiento de su patrimonio, que es la garantía común de los acreedores para hacerse pago de sus obligaciones.
A esta materia también se le conoce como los derechos auxiliares de los acreedores y son las medidas o providencias conservativas, la acción oblicua o subrogatoria, la acción pauliana o revocatoria y el beneficio de separación.

### Medidas conservativas
“Son aquellas que tienen por objeto mantener intacto el patrimonio del deudor, evitando que salgan de su poder los bienes que lo forman a fin de hacer posible el cumplimiento de la obligación”.
Arturo Alessandri Rodríguez, op. cit., pág. 143.

Dentro de las medidas conservativas más comunes están las medidas precautorias, cuyo fin es asegurar el resultado de la acción. También existe la guarda y aposición de sellos, que permite pedir al tribunal que los muebles y papeles de la sucesión se guarden bajo llave y sello, hasta que se realice el inventario solemne de los bienes, inventario que también constituye una providencia conservativa.

### Acción oblicua
La acción oblicua, subrogatoria o indirecta es aquella en que, por no ejercitar el deudor sus derechos y acciones, se faculta al acreedor su ejercicio. De esta forma, si al deudor se le presenta la oportunidad de engrosar su fortuna y no la acepta, sus acreedores pueden aceptar por él, pues de esa manera robustecerán ese patrimonio y con ello aumentará la posibilidad de ser satisfechos sus créditos.
Los requisitos de la acción oblicua varían en cada legislación, aunque normalmente exigen el cumplimiento de 4 condiciones:
- El deudor debe estar en insolvencia: solo así el acreedor tendrá interés jurídico en su ejercicio.
- El deudor debe ser negligente en el ejercicio de sus acciones y derechos.
- Las acciones y derechos del deudor deben ser patrimoniales (fungibles).
- El crédito del acreedor debe ser cierto y exigible.

El principal efecto de la acción oblicua es esta especie de "representación forzada", en que el acreedor actúa ya no en nombre propio, sino en el del propio deudor.

### Acción pauliana
Acción Pauliana o revocatoria es una acción que permite al acreedor dejar sin efecto aquellos actos del deudor realizados en perjuicio de sus derechos, cuando este último ha obrado fraudulentamente.
El objeto de la acción Pauliana es revocar los actos ejecutados por el deudor en fraude de sus acreedores, quienes gracias al ejercicio de esta acción lograrán hacer retornar bienes fraudulentamente retirados del patrimonio del deudor, y así poder hacer efectivo el derecho de prenda general, que se hace efectivo en el patrimonio del deudor.
Atribuida al pretor Paulo en tiempos romanos, por lo general las legislaciones hacen uso de la acción Pauliana ampliamente en el terreno del Derecho concursal, precisamente porque en la quiebra es en donde tiene su mayor aplicación, pues permite que el acreedor pida que se prive de eficacia a aquellos actos y contratos efectuados por el deudor en fraude de sus derechos, lo que normalmente presume la normativa concursal: la posibilidad de que el fallido haya realizado gestiones previas a la sentencia declaratoria de quiebra tendientes a perjudicar a sus acreedores.
Los requisitos de la acción Pauliana varían en cada legislación, pero presentan como común denominador el cumplimiento de al menos 5 presupuestos:
- Idoneidad del acto: significa que los actos o contratos deben ser atacables por esta vía.
- Ejercicio oportuno del acto: es decir, que los actos o contratos se hayan otorgado antes de que el deudor haya caído en insolvencia. Los actos ejecutados con posterioridad normalmente son nulos.
- Perjuicio al acreedor. Esto tiene un doble significado: que quien ejerce esta acción tenga efectivamente la calidad de acreedor al momento de que el deudor caiga en insolvencia, y que sufra un perjuicio real.
- Fraude del deudor: significa que el deudor debe tener ánimo de perjudicar a sus acreedores.
- Mala fe de los terceros: vale decir, los terceros a quienes el fraude beneficia deben haber estado de mala fe, o sea, conociendo el mal estado de los negocios del deudor.

El principal efecto de la acción Pauliana es la revocación: deja sin efecto el acto o contrato impugnado. Generalmente es de efectos relativos, pues solo beneficia al acreedor que la solicita.
Una variante de la acción pauliana en Colombia lo constituye la acción de prevalencia, que busca hacer valer el acto oculto o simulado por encima del acto aparente, pero sin sancionar a las partes del acto.

### Beneficio de separación
Se trata del derecho que tienen los acreedores hereditarios para pedir que los bienes del causante no se confundan con los de los herederos, de manera que los acreedores del causante puedan pagarse preferentemente a los acreedores personales de los herederos.
Normalmente son titulares de esta acción los acreedores hereditarios, testamentarios y legatarios.
Su principal efecto es la inoponibilidad, es decir, declarado judicialmente el beneficio, todos los actos realizados por los herederos sobre los bienes del difunto luego de la apertura de la sucesión pueden revocarse.
Los acreedores hereditarios y los acreedores testamentarios podrán pedir que no se confundan los bienes del difunto con los bienes del heredero; y en virtud de este beneficio de separación tendrán derecho a que de los bienes del difunto se les cumplan las obligaciones hereditarias o testamentarias, con preferencia a las deudas propias del heredero.
Los acreedores hereditarios y los acreedores testamentarios podrán pedir que no se confundan los bienes del difunto con los bienes del heredero; y en virtud de este beneficio de separación tendrán derecho a que de los bienes del difunto se les cumplan las obligaciones hereditarias o testamentarias, con preferencia a las deudas propias del heredero.
Para que pueda impetrarse el beneficio de separación no es necesario que lo que se deba sea inmediatamente exigible; basta que se deba a día cierto o bajo condición.
El derecho de cada acreedor a pedir el beneficio de separación subsiste mientras no haya prescrito su crédito; pero no tiene lugar en dos casos:
1.º) Cuando el acreedor ha reconocido al heredero por deudor, aceptando un pagaré, prenda, hipoteca o fianza del dicho heredero, o un pago parcial de la deuda.
2.º) Cuando los bienes de la sucesión han salido ya de manos del heredero o se han confundido con los bienes de este, de manera que no sea posible reconocerlos.